# Полынь нителистная
Полы́нь нители́стная (лат. Artemísia filifolia) — многолетнее травянистое растение рода Полынь семейства Астровые (Asteraceae}. 
Распространена в Северной Америке от Невады и западной Небраски на западе и на юг до Аризоны и Техаса и до мексиканского штата Чиуауа.

## Описание

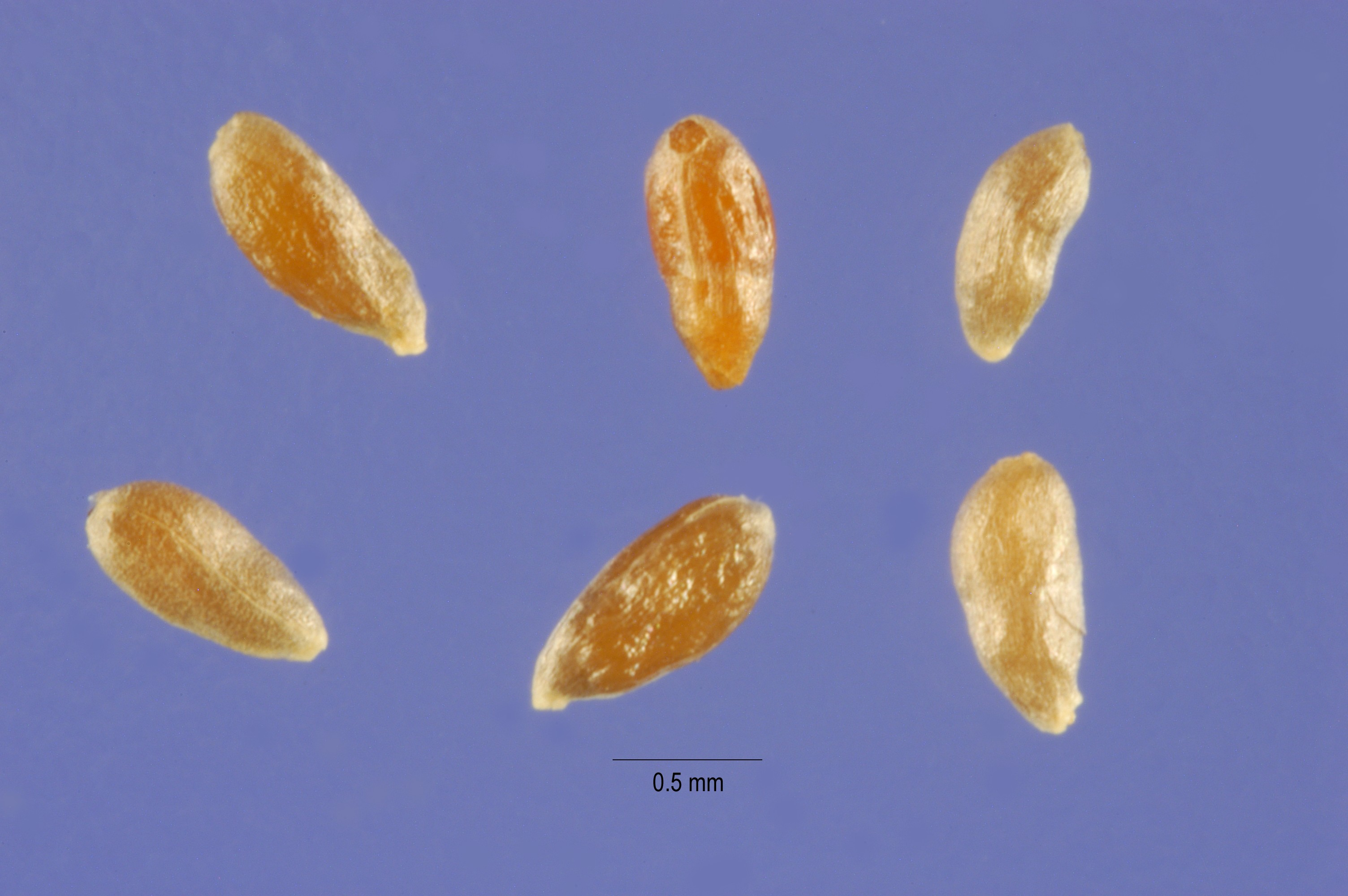
Семена полыни нителистной.

Это ветвистый древовидный кустарник до 1,5 м высотой. Стволы покрыты узкими листьями до 8 см длиной и лишь 0,5 мм шириной. Могут быть расщеплёнными на сегменты. Листья одиночные или собраны в кластеры. Соцветие полыни — метёлка из подвешенных корзиночек. Плоды — мелкие семянки, как правило, разносятся недалеко от родительского растения.

## Использование
Полынь нителистная используется для озеленения пустырей и угольных отвалов. Индейцы навахо использовали растение в медицинских и ритуальных целей. Будучи мягкой на ощупь, листва использовалась как туалетная бумага.